# Febri Haryadi
Febri Haryadi (sinh ngày 19 tháng 2 năm 1996) là một cầu thủ bóng đá người Indonesia who plays Persib Bandung ở Liga 1 ở vị trí Tiền vệ chạy cánh.

## Sự nghiệp

### Persib Bandung
Febri Haryadi bắt đầu sự nghiệp chuyên nghiệp tại Persib Bandung năm 2016. Anh có màn ra mắt cho Persib Bandung ngày 30 tháng 4 năm 2016, trước Sriwijaya FC ở Indonesia Soccer Championship A 2016. Anh vào sân từ phút 78 thay cho Samsul Arif.

### Sự nghiệp quốc tế
Anh có màn ra mắt quốc tế ngày 21 tháng 3 năm 2017, trước Myanmar.

## Thống kê sự nghiệp

### Câu lạc bộ
Tính đến 27 tháng 5 năm 2018.
| Câu lạc bộ     | Mùa giải     | Giải vô địch | Giải vô địch | Giải vô địch | Cúp     | Cúp       | Cúp      | Châu lục | Châu lục  | Châu lục | Khác    | Khác      | Khác     | Tổng    | Tổng      | Tổng     |
| Câu lạc bộ     | Mùa giải     | Số trận      | Bàn thắng    | Kiến tạo     | Số trận | Bàn thắng | Kiến tạo | Số trận  | Bàn thắng | Kiến tạo | Số trận | Bàn thắng | Kiến tạo | Số trận | Bàn thắng | Kiến tạo |
| -------------- | ------------ | ------------ | ------------ | ------------ | ------- | --------- | -------- | -------- | --------- | -------- | ------- | --------- | -------- | ------- | --------- | -------- |
| Persib Bandung | 2016         | 14           | 3            | 2            | –       | –         | –        | –        | –         | –        | –       | –         | –        | 14      | 3         | 2        |
| Persib Bandung | 2017         | 21           | 4            | 3            | –       | –         | –        | –        | –         | –        | –       | –         | –        | 21      | 4         | 3        |
| Persib Bandung | 2018         | 7            | 0            | 1            | 0       | 0         | 0        | –        | –         | –        | –       | –         | –        | 7       | 0         | 1        |
|                | Tổng cộng    | 42           | 7            | 6            | 0       | 0         | 0        | 0        | 0         | 0        | 0       | 0         | 0        | 42      | 7         | 6        |
|                | Career Total | 42           | 7            | 6            | 0       | 0         | 0        | 0        | 0         | 0        | 0       | 0         | 0        | 42      | 7         | 6        |

1. ↑  Appearances Piala Indonesia.

### Quốc tế
Tính đến 14 tháng 1 năm 2018.
| Năms      | Số trận | Bàn thắng | Kiến tạo |
| --------- | ------- | --------- | -------- |
| 2017      | 9       | 0         | 2        |
| 2018      | 1       | 0         | 0        |
| Tổng cộng | 10      | 0         | 0        |

### Bàn thắng U-23 quốc tế
| #  | Ngày                | Địa điểm                                     | Đối thủ   | Tỉ số | Kết quả | Giải đấu       |
| -- | ------------------- | -------------------------------------------- | --------- | ----- | ------- | -------------- |
| 1. | 24 tháng 8 năm 2017 | Sân vận động Shah Alam, Shah Alam, Malaysia  | Campuchia | 2–0   | 2–0     | SEA Games 2017 |
| 2. | 21 tháng 3 năm 2018 | Sân vận động Jalan Besar, Kallang, Singapore | Singapore | 1–0   | 3–0     | Giao hữu       |

## Danh hiệu

### Cá nhân
- Persib Bandung

Cầu thủ trẻ xuất sắc nhất ở giải đấu trước mùa giải, 2017 Indonesia President's Cup.

### Quốc tế
- U-23 Indonesia

Huy chương Đồng ở SEA Games 2017.
- Indonesia

Á quân ở 2017 Aceh World Solidarity Tsunami Cup.